# Diecezja Ondo
Diecezja Ondo – diecezja rzymskokatolicka  w Nigerii. Powstała w 1943 jako wikariat apostolski Ondo-Ilorin. Diecezja (pod obecną nazwą) od 1950.

## Biskupi diecezjalni
- biskupi  Ondo
  - Bp Jude Arogundade (od 2010)
  - Bp Francis Folorunsho Clement Alonge (1976 – 2010)
  - Bp William Richard Field, S.M.A. (1958– 1976)
  - Bp Thomas Hughes, S.M.A. (1950 – 1957)
- Wikariusze apostolscy Ondo-Ilorin
  - Bp Thomas Hughes, S.M.A. (1943 – 1950)